# Matevž Govekar
Matevž Govekar (født 17. april 2000 i Ljubljana) er en cykelrytter fra Slovenien, der er på kontrakt hos Bahrain Victorious.

## Karriere
I sæsonerne 2019-2020 kørte Matevž Govekar for det slovenske amatørhold MebloJOGI Pro-Concrete, og havde sit primære fokus på mountainbike. Fra starten af 2021 skiftede han til det østrigske kontinentalhold Tirol KTM Cycling Team, og dette blev også det første år hvor Govekar gik fuldtid med landevejscykling. Efter halvandet år hos østrigeren, skiftede han fra 1. juni 2022 til World Tour-holdet Bahrain Victorious.